# Amma Takayoshi
Amma Takayoshi (安間 貴義 Amma Takayoshi, sinh ngày 24 tháng 5 năm 1969) là một huấn luyện viên và cựu cầu thủ bóng đá người Nhật Bản.

## Sự nghiệp cầu thủ
Amma sinh ngày 23 tháng 5 năm 1969 tại Hamamatsu. Sau khi tốt nghiệp Đại học Komazawa, ông gia nhập Honda vào năm 1992. Năm 2001, ông giải nghệ.

## Sự nghiệp huấn luyện viên
Takayoshi Amma đã dẫn dắt Ventforet Kofu, Kataller Toyama và FC Tokyo.